# Léo Schwechlen
Léo Schwechlen, né le 5 juin 1989, est un footballeur français. Il joue au poste d'arrière gauche au FC Bassin d'Arcachon.

## Biographie

### En club
Léo Schwechlen commence le football dans le club du RC Besançon à l'âge de 12 ans. À la suite d'un match avec la sélection de Franche-Comté à Clairefontaine, plusieurs clubs le sollicitent et il décide de quitter Besançon pour le centre de formation de l'AS Monaco.
À Monaco, Léo Schwechlen commence très tôt avec l'équipe réserve du club. Dès la saison 2005-2006, il dispute deux matchs en CFA. Après six saisons en réserve, il a participé à 104 matchs et marqué 7 buts. Malgré cinq saisons en CFA et une en CFA 2, il n'a jamais la chance de participer à une rencontre avec l'équipe première. Il quitte donc l'AS Monaco le 12 juillet 2011.
Léo Schwechlen signe dans la foulée son premier contrat professionnel avec le club du Tours FC. Le 19 août 2011, il découvre ainsi la Ligue 2 contre l'US Boulogne en étant titulaire (0-0). Sa première saison est bonne avec 27 matchs joués au sein de la défense centrale tourangelle.
Le 18 octobre 2013, il marque son premier but en professionnel contre le CA Bastia (1-2) à Bastia de la cuisse droite à la suite d'un coup franc tiré par Andy Delort repoussé par le gardien bastiais Lombard.
Il est transféré au Göztepe Spor Kulübü à la date du 17 juin 2016. Après deux saisons au club, Schwelchlen rejoint le BB Erzurumspor en 2018. Régulièrement titulaire, il y assoit sa bonne réputation de défenseur de métier.
En août 2021, il signe au Denizlispor Kulübü pour une durée de 2 ans (plus un an de bonus).
Après son départ en 2015, le 14 novembre 2023, il fait son retour au Tours FC, qui évolue alors en National 3.

### En sélection nationale
Après des sélections avec les moins de 16, moins 17 et moins 18 ans, Léo Schwechlen est appelé en septembre 2009 pour participer aux Jeux de la Francophonie avec les moins de 20 ans. Le 28 septembre 2009 contre le Sénégal (1-1), il est titulaire. De nouveau aligné deux jours plus tard contre le Maroc, il voit son équipe s'incliner 0-1 et terminer ainsi 2e de sa poule. La France est éliminée.

## Statistiques
| Saison                | Club                  | Championnat           | Championnat | Championnat | Coupe nationale | Coupe nationale | Coupe de la Ligue | Coupe de la Ligue | Total | Total |
| Saison                | Club                  | Division              | M.          | B.          | M.              | B.              | M.                | B.                | M.    | B.    |
| 2011-2012             | Tours FC              | Ligue 2               | 27          | 0           | 3               | 0               | -                 | -                 | 30    | 0     |
| 2012-2013             | Tours FC              | Ligue 2               | 35          | 0           | 1               | 0               | -                 | -                 | 36    | 0     |
| 2013-2014             | Tours FC              | Ligue 2               | 25          | 1           | 1               | 0               | 3                 | 0                 | 29    | 1     |
| 2014-2015             | Tours FC              | Ligue 2               | 31          | 1           | 4               | 0               | 1                 | 0                 | 36    | 1     |
| 2015-2016             | Anorthosis Famagouste | A Kategoria           | 24          | 2           | 3               | 0               | -                 | -                 | 27    | 2     |
| 2016-2017             | Göztepe SK            | 1. Lig                | 36          | 1           | 1               | 0               | -                 | -                 | 37    | 1     |
| 2017-2018             | Göztepe SK            | Süper Lig             | 22          | 0           | 1               | 0               | -                 | -                 | 23    | 0     |
| 2018-2019             | BB Erzurumspor        | Süper Lig             | 34          | 1           | -               | -               | -                 | -                 | 34    | 1     |
| 2019-2020             | Göztepe SK            | Süper Lig             | 6           | 0           | 6               | 0               | -                 | -                 | 12    | 0     |
| 2020-2021             | BB Erzurumspor        | Süper Lig             | 27          | 1           | 2               | 0               | -                 | -                 | 29    | 1     |
| 2021-2022             | Denizlispor           | 1. Lig                | 20          | 0           | 4               | 1               | -                 | -                 | 24    | 1     |
| Total sur la carrière | Total sur la carrière | Total sur la carrière | 287         | 7           | 26              | 0               | 4                 | 0                 | 317   | 7     |